# Prayer for the Dying
Prayer for the Dying is een nummer van de Britse zanger Seal uit 1994. Het is de eerste single van zijn titelloze tweede studioalbum.
"Prayer for the Dying" is een gevoelige ballad, die Seal schreef voor een vriend, die stierf aan aids. Het nummer werd een klein hitje in het Verenigd Koninkrijk en de Verenigde Staten. In het Verenigd Koninkrijk haalde het een bescheiden 14e positie. In Nederland bleef het steken op de 3e positie in de Tipparade. In de Vlaamse Radio 2 Top 30 haalde het een bescheiden 29e positie.